# Sclerobunus
Sclerobunus is een geslacht van hooiwagens uit de familie Paranonychidae.
De wetenschappelijke naam Sclerobunus is voor het eerst geldig gepubliceerd door Banks in 1893.

## Soorten
Sclerobunus omvat de volgende 12 soorten:
- Sclerobunus cavicolus
- Sclerobunus glorietus
- Sclerobunus idahoensis
- Sclerobunus jemez
- Sclerobunus klomax
- Sclerobunus madhousensis
- Sclerobunus nondimorphicus
- Sclerobunus robustus
- Sclerobunus skywalkeri
- Sclerobunus speoventus
- Sclerobunus steinmanni
- Sclerobunus ungulatus

(Sclerobunus parvus ⇒ Paranonychus brunneus)